# Erskine (Renfrewshire)
Erskine (gälisch: Arascain) ist eine Stadt in der schottischen Council Area Renfrewshire. Der Name bedeutet „von der Höhe der Klippe“.
Die Ortschaft liegt im Norden von Renfrewshire etwa jeweils 15 km nordwestlich von Glasgow und 19 km östlich von Greenock unweit des Clyde. Die nächstgelegene Ortschaft ist das zwei Kilometer entfernte Bishopton. Nordwestlich liegt das denkmalgeschützte Herrenhaus Mar Hall, das heute ein Hotel beherbergt.

## Geschichte
Im 13. Jahrhundert war Henry de Erskine Herr der Ländereien von Erskine. Bevor sie im Jahre 1703 an die Familie Blantyre übergingen, befanden sie sich in Besitz von John Hamilton of Orbiston. Im 19. Jahrhundert war Erskine eine kleine Ortschaft mit 973 Einwohnern im Jahre 1831. Bis 1881 wuchs sie auf 1653 Einwohner an. Während des Ersten Weltkriegs wurde Erskine House, der ehemalige Sitz des letzten Lord Blantyre, als Krankenhaus genutzt. Bis 1951 war die Einwohnerzahl auf 618 gesunken. Erskine wurde jedoch als Ortschaft in das Wohnungsbauprogramm aufgenommen und wurde eine der ersten Plansiedlungen in Schottland nach Beendigung des Zweiten Weltkriegs. Seitdem verzeichnet Erskine stetig steigende Einwohnerzahlen von zuletzt 15.537 im Jahre 2011 und 15.510 im Jahr 2016.

## Verkehr
Erskine liegt am Südende der Erskine Bridge, der einzigen Querung des Clyde westlich von Glasgow, welche die A82 am Nordufer über den kurzen Zubringer M898 mit der M8 direkt südlich von Erskine verbindet. Des Weiteren verläuft die aus Paisley kommende A726 direkt nördlich der Stadt. Auch in der Vergangenheit verfügte Erskine nicht über einen eigenen Bahnhof. Der nächstgelegene befindet sich im benachbarten Bishopton. Er wurde im 19. Jahrhundert von der Caledonian Railway eingerichtet und durch die Glasgow, Paisley and Greenock Railway bedient. Heute liegt der Bahnhof an der Inverclyde Line der First ScotRail. Der internationale Flughafen von Glasgow liegt vier Kilometer südöstlich. Bis 1966 war der südlich von Renfrew gelegene Renfrew Airport in Betrieb.

## Persönlichkeiten
- Chloe Arthur (* 1995), Fußballspielerin
- Evan Mooney (* 2007), Fußballspieler